# Carnival Snowboard Session
Carnival Snowboard Session (CSS) je međunarodno gradsko snowboard natjecanje koje se od 2008. godine održava u centru Rijeke. Samo natjecanje traje jedan dan i jedinstveno je po svojoj snježnoj stazi koja se nalazi tek nekoliko metara od mora. Za organizaciju ovog događaja šleperima se u centar Rijeke dopremi 70 do 200 kubika snijega s Platka. Organizator je snowboard klub 'Nine'.
Od prvog održavanja 2008. godine pa do 2012., CSS se vozio u disciplini Slopestyle ("rail jam" format natjecanja), a od 2013. vozi se u disciplini Corner Jump (Big air; skokovi). 2014. godinu CSS je pauzirao, te se 2015. vratio s poboljšanom stazom. 2023. održao se u disciplini Slopestyle.
Na Gatu Karoline riječke održava se od 2011. 2008. i 2009. održao se na stepenicama pored hotela Bonavie, a 2010. na samom Korzu. Na Platku je prvi put održan 2023.
Dio je programa Riječkog karnevala.
Carnival Snowboard Film Festival na kojem se prikazuju amaterski snowboard clipovi održava se od 2016. CSS Kids je uveden 2017.

## Izdanja
Rang natjecanja
World Snowboard Tour (do 2012. TTR) (koji level ?? -  Regional, National, International, Elite level, Pro Series) 2013. - 2015.
TTR Regional 2* 2012.
Legenda
* broj natjecatelja po disciplini je ukupan, odnosno uključuje i "pro" natjecatelje
| Godina | Broj država                             | Broj * natjecatelja                     | Broj * natjecatelja                     | Pobjednik                               | Pobjednica                              | Ref    |
| ------ | --------------------------------------- | --------------------------------------- | --------------------------------------- | --------------------------------------- | --------------------------------------- | ------ |
| Godina | Broj država                             | M (pro)                                 | Ž (pro)                                 | Pobjednik                               | Pobjednica                              | Ref    |
| 2023.  | 4                                       | 11 ()                                   | 3 ()                                    | Konrad Sonne                            | Mara Salmina (2)                        | [ 12 ] |
| 2022.  | otkazan zbog ??                         | otkazan zbog ??                         | otkazan zbog ??                         | otkazan zbog ??                         | otkazan zbog ??                         | [ 13 ] |
| 2021.  | nije se održalo zbog Covid19 pandemije  | nije se održalo zbog Covid19 pandemije  | nije se održalo zbog Covid19 pandemije  | nije se održalo zbog Covid19 pandemije  | nije se održalo zbog Covid19 pandemije  | [ 13 ] |
| 2020.  | nije se održalo zbog nedostatka snijega | nije se održalo zbog nedostatka snijega | nije se održalo zbog nedostatka snijega | nije se održalo zbog nedostatka snijega | nije se održalo zbog nedostatka snijega | [ 13 ] |
| 2019.  | 4                                       | 14 ()                                   | 3 ()                                    | Nejc Ferjan (5)                         | Mara Salmina                            | [ 14 ] |

| Godina | Broj država                             | Broj * natjecatelja                     | Pobjednik                               | Ref    |
| ------ | --------------------------------------- | --------------------------------------- | --------------------------------------- | ------ |
| 2018.  |                                         | ()                                      | Nejc Ferjan (4)                         | [ 15 ] |
| 2017.  | 4                                       | 17 ()                                   | Nejc Ferjan (3)                         | [ 16 ] |
| 2016.  | 4                                       | ()                                      | Nejc Ferjan (2)                         | [ 17 ] |
| 2015.  | 4                                       | 18 ()                                   | Erik Harc (2)                           | [ 5 ]  |
| 2014.  | nije se održalo zbog nedostatka snijega | nije se održalo zbog nedostatka snijega | nije se održalo zbog nedostatka snijega |        |
| 2013.  |                                         | 12 ()                                   | Clemens Millauer                        | [ 18 ] |
| 2012.  | 5                                       | 22 ()                                   | Erik Harc                               | [ 11 ] |
| 2011.  | 3                                       | 17 ()                                   | Rudi Janda                              | [ 19 ] |
| 2010.  | 6                                       | 17 ()                                   | Najc Ferjan                             |        |
| 2009.  | 7                                       | 18 ()                                   | Wojtek Pawlusiak                        | [ 20 ] |

| Godina | Broj država | Broj * natjecatelja | Broj * natjecatelja | Pobjednik    | Pobjednica     | Ref    |
| ------ | ----------- | ------------------- | ------------------- | ------------ | -------------- | ------ |
| Godina | Broj država | M (pro)             | Ž (pro)             | Pobjednik    | Pobjednica     | Ref    |
| 2008.  | 3           | 11 ()               | 3 ()                | Bazsi Takacs | Sanda Jelinčić | [ 21 ] |

## Vanjske poveznice
- Službena stranica natjecanja
- Službena stranica organizatora - SK Nine